# OpenSearch
Bei OpenSearch handelt es sich um eine auf XML basierende Sammlung von Techniken, die es ermöglicht, Suchergebnisse von Suchmaschinen und Websites in einem standardisierten und maschinenlesbaren Format auszugeben. OpenSearch wurde durch Amazon.com bzw. A9.com entwickelt und im März 2005 vorgestellt. Die OpenSearch-Spezifikation ist durch A9 unter der Lizenz Creative Commons Attribution-ShareAlike 2.5 lizenziert worden.

## Aufbau
OpenSearch besteht aus zwei wesentlichen Elementen:
- einer OpenSearch-Beschreibungsdatei. Diese ist eine XML-Datei, die den Zugriff auf eine Suchmaschine oder Website beschreibt, z. B. in Form eines Browser-Plug-ins. Die OpenSearch-Beschreibungsdatei enthält eine detaillierte Dokumentation des Suchdienstes, seines Inhalts in freier Textbeschreibung und viele weitere Details (bsp. Sprache, Altersfreigabe, Text-Encoding) sowie Details zur Aufruf-URL und die Attributfelder der Suche (Suchstring, Anzahl gewünschter Ergebnisse, Seitendarstellung, Zugriffsseite). Eine URL auf die OpenSearch-Description beschreibt damit vollständig den Suchdienst.
- einem auf RSS 2.0 oder Atom 1.0 aufbauenden Suchergebnisausgabeformat, das zur Ausgabe des Suchergebnisses verwendet wird. Die OpenSearch-Ausgabe kann mit jedem RSS-Feedreader dargestellt werden. Das Ausgabeformat schließt aber zusätzliche Angaben zum Suchergebnis mit ein, die im RSS-Format nicht vorgesehen sind und daher auch von allgemeinen Feedreadern nicht dargestellt werden. Die zusätzlichen Attribute werden in einem OpenSearch-Namespace im RSS eingebettet. Diese Attribute sind beispielsweise Suchergebnis-typische Angaben wie Anzahl der Gesamtergebnisse der Suche, Anzahl der Ergebnisse pro Seite oder Index-Position des ersten Suchergebnisses auf der ausgelieferten Seite.

## Browser, die OpenSearch unterstützen
- Internet Explorer (ab Version 7)
- Mozilla Firefox ab Version 2.0
- Camino (ab Version 1.6)
- QupZilla
- Rekonq
- Google Chrome (nur Desktop-Version)
- Safari (ab Version 5.1) mit der Erweiterung OpenSearch for Safari[2]
- webOS Standardbrowser

## Implementierungen von OpenSearch
Am Beispiel von Mozilla Firefox sei eine mögliche Implementierung von OpenSearch demonstriert.

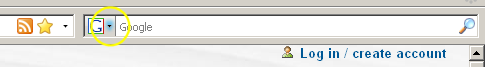
Durch das blau umrandete Dreieck deutet der Firefox-Browser das Vorhandensein neuer Suchmaschinen an

Die Integration einer neuen Suchmaschine kann auf Webseiten mit der sogenannten Auto-Discovery-Funktion angezeigt und angeboten werden. Betrachtet man eine solche Seite, wird das Angebot, die neue Suchmaschine den bisherigen Suchmaschinen hinzuzufügen, durch eine blaue Verfärbung des Symbols der aktuell eingestellten Suchmaschine angezeigt (vgl. Abbildung).

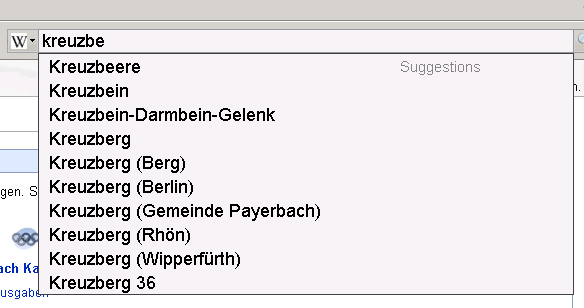
suggesting search in der Realität

Ferner gibt es die Möglichkeit des Anzeigens von Vorschlägen während des Schreibens (suggesting search), eine Funktion, die bislang (Stand 2009) im Mozilla Firefox und im Internet Explorer 8 implementiert wurde. Im Beispiel wurden die Buchstaben Kreuzbe im Suchfeld der Wikipedia eingegeben und diese antwortet schon während der Eingabe mit den ersten der darauf passenden Seitennamen, so dass eine sehr schnelle Übersicht über die tatsächlich vorhandenen Seitennamen erfolgt.